# Région Capital (Veracruz)
La région Capital est l'une des 10 régions administratives de l'État de Veracruz, au Mexique, et est localisée dans sa partie centrale, au bord du golfe du Mexique. Limitrophe à l'ouest de l'État de Puebla, elle comprend la capitale de l'État de Veracruz, Xalapa, situation dont elle tire son nom en espagnol.

## Géographie

Régions de Veracruz, la région Capital porte le n°5

Cette région confine à l'est au golfe du Mexique, et à l'ouest au sein de la chaîne de montagnes de la Sierra Madre orientale. Son cœur est constitué par le bassin versant du fleuve Río Actopan, dont l'embouchure se situe cependant plus au sud. Ses confins sud-ouest comprennent la partie septentrionale du bassin versant du fleuve Río Antigua, et ses confins nord-ouest une partie méridionale du bassin versant du fleuve Río Nautla. La capitale Xalapa occupe la une zone centrale e son territoire. Elle est limitrophe au nord de la région Naultla, à l'ouest de l'État de Puebla, et au sud de la région Sotavento et de la région Las Montañas. D'une superficie de 5327 km2, elle était peuplé en 2010 de 1 140 434 habitants.
Elle est administrativement formée des 33 municipalités suivantes :
- Acajete (12)
- Acatlán (28)
- Actopan (21)

Municipalités de la région Capital

- Alto Lucero de Gutiérrez Barrios (20)
- Altotonga (3)
- Apazapan (23)
- Ayahualulco (9)
- Banderilla (32)
- Coacoatzintla (29)
- Coatepec (18)
- Cosautlán de Carvajal (17)
- Chiconquiaco (16)
- Emiliano Zapata (19)
- Ixhuacán de los Reyes (10)
- Jalacingo (1)
- Xalapa (13)
- Jalcomulco (22)
- Xico (11)
- Jilotepec (30)
- Landero y Coss (27)
- Miahuatlán (26)
- Las Minas (5)
- Naolinco (14)
- Perote (2)
- Las Vigas de Ramírez (7)
- Rafael Lucio (31)
- Tatatila (6)
- Teocelo (24)
- Tepetlán (15)
- Tlacolulan (8)
- Tlalnelhuayocan (33)
- Tonayán (25)
- Villa Aldama (4)